# Corcubión
Corcubión és un municipi de la província de la Corunya a Galícia. Pertany a la Comarca de Fisterra.
| 1.551 | 1.613 | 1.581 | 2.114 | 1.964 |
| Fonts: INE i IGE (Els criteris de registre censal variaren i les dades de l'INE i de l'IGE poden no coincidir.) |       |       |       |       |

## Parròquies
- Corcubión (San Marcos)
- Redonda (San Pedro)
- Capilla de San Antonio
- Capilla do Pilar